# Eremocinetus avius
Eremocinetus avius är en stekelart som beskrevs av Viktorov 1964. Eremocinetus avius ingår i släktet Eremocinetus och familjen brokparasitsteklar. Inga underarter finns listade i Catalogue of Life.